# Bomolochus nitidus
Bomolochus nitidus är en kräftdjursart som beskrevs av C. B. Wilson 1911. Bomolochus nitidus ingår i släktet Bomolochus och familjen Bomolochidae. Inga underarter finns listade i Catalogue of Life.